# 陸良金線魮
陸良金線魮，又稱陸良金線䰾（学名：Sinocyclocheilus macroscalus）为輻鰭魚綱鯉形目鲤科金線魮屬的其中一種。分布於亞洲中國雲南省地下河流域，體長可達17.3公分，棲息在地下河底中層水域，生活習性不明。

## 扩展阅读
維基物種上的相關：陸良金線魮